# Loïc Prigent
Loïc Prigent (Plouescat, Francia; 15 de julio de 1973), es un documentalista francés especializado en la moda, fundó la productora audiovisual Deralf. 

## Biografía
Nació en Bretaña, pero se mudó a París para dedicarse a la cobertura de eventos del mundo de la moda para Libération y Canal+.
En el bachillerato, conoció a Gildas Loaic, creador de la Maison Kitsuné. A mediados de los años noventa 90, durante de la pandemia de VIH, participó como activista en el movimiento ACT UP-Paris, una rama independiente del movimiento ACT UP en Francia, junto a Pascal Loubet, cofundador de esta, y con quien creó Tetû, un fanzine dedicado a la música electro, el cual más tarde fue retomado por Pierre Bergé y se convirtió en la revista emblemática de la comunidad gay en Francia.
Después de su encuentro con el periodista Michel Cressole,se convirtió en periodista independiente en Libération, donde se incorporó a la sección de Moda junto a los periodistas Marie Colmant y Gérard Lefort.Fue gracias a este diario que se involucró por primera vez en un desfile de moda, con la misión de escribir sobre este.Más que un simple reportaje, relató con un humor poco convencional el ambiente detrás de escena, los rumores de los espectáculos y desarrolló lo que se conoce como el «tono Loïc Prigent», lleno de humor. Fue descubierto por el director de la agencia de noticias CAPA, quien lo recomendó a Canal+ dónde se unió al programa Nulle part ailleurs (En ningún otro lugar) a finales de los 90.
En 2005, dirigió un documental sobre la casa de modas Chanel, titulado Signé Chanel (Firmado por Chanel). El documental consta de cinco capítulos que tratan sobre la colección de alta costura de Chanel y fue producido por Mademoiselle Agnès, columnista francesa, para el canal franco-alemán Arte. Más tarde, el documental comenzó a transmitirse en todo el mundo, sobre todo por el canal británico BBC y el canal estadounidense Sundance TV. Para este proyecto, Prigent contaba con el consentimiento de la casa Chanel y de Karl Lagerfeld, quien lo apodó “el Mediapart de la moda”, ya que compara a Loïc con el periódico francés Mediapart, el cual se caracteriza por sus opiniones críticas y sus investigaciones transparentes.
En 2008, comenzó la grabación de Le jour d'avant (El día anterior), una serie de documentales para el canal Arte, que se prolongó durante varios años. En ellos exploró el detrás de escena de algunas casas de moda. Prigent fue uno de los primeros en filmar la creación, el trabajo, el entorno y el backstage de la moda, los talleres y los desfiles. En la misma época, también tenía un programa semanal llamado Prêt-à-porter tout de suite (Listo para llevar de inmediato), que se transmitía por el canal Stylia. Tiempo después, junto con Mademoiselle Agnès, comenzó su serie sarcástica de reportajes Habillées pour… (Vestidas para...), los cuales se transmitían por Canal +; eran reportajes inusuales que se grababan cada seis meses durante la Semana de la Moda de París.
En 2010, Loïc Prigent dirigió la exposición "L'homme par Loïc Prigent" en el Bon Marché, en París. La idea era representar al hombre sin demasiados estereotipos. La exposición combinaba una selección diversa de libros (Maigret, Norman Mailer y Madame Bovary), de fotografías (Pascal Loubet, cuyas obras compara con la del fotógrafo estadounidense Bruce Weber) y la proyección de tres pequeños filmes inéditos (sobre los desfiles de Lanvin, Dior Homme y Dries Van Noten). Al año siguiente, escribió el prólogo del libro sobre la diseñadora de moda francesa, Delphine Manivet. 
Dirigió la revista semanal Metropolis d’Arte. Desde 2012 ha escrito con su amigo periodista Willy Papa, la sección Sexy Demain (El sexy mañana) en el programa semanal Le Supplément presentado por la conductora y productora Maïtena Biraben en el Canal+. El 23 de marzo de 2012 comenzó a utilizar la red social Twitter y, a partir de ese entonces, sería en las redes sociales donde critica a las personas amantes de la moda.
Su actividad profesional también consiste en realizar vídeos «corporativos» o publicitarios para algunas marcas.En ellos muestra un estilo que se basa en lo orgánico y divertido, ya que él mismo afirma que "(...) la moda es muy cómica". También ha dicho que le gusta grabar directamente al diseñador cuando dibuja para mostrarlo natural y sin filtros.De igual manera, en sus inicios, Loïc Prigent colaboró con las revistas Depeche Mode, después con Numéro, Madame Figaro, L’Express, así como en Vogue Paris y con la versión francesa de Vanity Fair. En la primavera de 2015 se estrenó su película Jean Paul Gaultier travaille (Jean Paul Gaultier en el trabajo).Desde septiembre de 2016, trabaja como colaborador en el programa presentado por Léa Salamé Stupéfiant!. Además, a finales de 2016, publicó J'adore la mode mais c'est tout ce que je déteste (Adoro la moda pero es todo lo que detesto), del cual precisó «[es] un libro que reúne mis mejores tweets».
A principios del mes de abril de 2019, Loïc Prigent creó su canal de Youtube para poder publicar los backstages de los más recientes desfiles de las marcas de alta costura, pero manteniéndose fiel a su tono habitual.
En TMC, dirigió los programas 5 minutes de Mode (5 minutos de moda) y 52 minutes de Mode (52 minutos de moda) sobre las fashion week.
En mayo de 2023, asistió al desfile de Dior en la Ciudad de México, el cual fue inspirado por la moda y cultura mexicana y tenía a Frida Kahlo como figura clave; donde filmó un cortometraje que ofrece detalles del backstage del evento.
En septiembre de 2023, se volvió presentador de Louis Vuitton [Extended], un podcast bimensual en el que entrevista al personal creativo de Louis Vuitton y a varias personalidades que han colaborado con la marca para revelar los secretos de los procesos creativos de la casa de modas.

## Publicaciones
- J’adore la mode mais c'est tout ce que je déteste, París, Ediciones  Grasset et Fasquelle, 2016, 280 p. (ISBN 978-2-246-86289-5)
- Passe-moi le champagne, j'ai un chat dans la gorge, París, Ediciones Grasset et Fasquelle, 2019.

## Exposiciones
- Entendu au Bon Marché por Loïc Prigent, le Bon Marché (febrero-abril, 2017).[25]

## Discografía
- 2020: «Ailleurs» con Bilal Hassani en Contre soirée (álbum)

## Filmografía
- Velvet 99, 1996
- La vraie des blondes, 1998
- Yves Saint Laurent, 2001[3]
- Hollywood, le règne des séries, 2005
- Signé Chanel, 2005
- Les voix de la France, 2007
- Louis Vuitton & Marc Jacobs, 2007
- The Day Before (Le jour d'avant),[8] 2010. Temporada 1:
  - Sonia Rykiel
  - Proenza Schouler
  - Fendi by Karl Lagerfeld
  - Jean Paul Gaultier
- The Day Before (Le jour d'avant), 2010. Temporada 2:
  - Donatella Versace
  - Diane Von Fürstenberg
  - Nina Ricci
  - Narciso Rodriguez
  - Alexander Wang
  - Jeremy Scott
  - Lanvin
  - Isabel Marant

- Karl Lagerfeld se dessine  2013
- Inside The Mothership 2014[26]
- La ligne Balmain, 2014
- Série Habillé(e)s pour…, Canal+:
  - Habillé(e)s pour l'été, 2012[5]
  - Habillé(e)s pour l'été, 2013[27]
  - Habillé(e)s pour l'hiver, 2013-2014[12]
  - Habillé(e)s pour l'hiver, 2014-2015[28]
  - Habillé(e)s pour l'été, 2015[29]
  - Le testament d'Alexander McQueen, 2015
- Scandales de la mode, documental coproducido por Arte Geie, Deralf y Bangumi, 2016[30]
- British Style, 2017
- 52 minutes de mode, 2018
- Des hommes stylés, 2018
- Les dessins de Christian Dior, 2018
- Je t'aime encore (Yelle), 2020
- Jacquemus, le prince soleil, 2023[31]